# Лувр, Париз (књига)
Лувр, Париз (итал. Muzeul Luvru) је једна од 12 књига из едиције Велики светски музеји, Библиотеке Уметност и култура, објављена 2005. године, а чија је ауторка текста Алесандра Фреголан (итал. Alessandra Fregolent). Српско издање објавио је Службени гласник 2011. године, у преводу с италијанског Бојане Алексић. Уредници српског издања су Петар В. Арбутина и Војин В. Анчић.

## КолекцијаВелики светски музеји
Колекцију коју чини 12 књига обухвата најбогатије збирке најзначајнијих уметника и њихових дела из колекција најпознатијих светских музеја:
- Ермитаж – Санкт Петербург,
- Лувр – Париз,
- Галерија Академије – Венеција,
- Стара Пинакотека – Минхен,
- Рејксмузеум – Амстердам,
- Британски музеј – Лондон,
- Археолошки музеј – Атина,
- Уфици – Фиренца,
- Национална галерија уметности – Вашингтон,
- Прадо – Мадрид,
- Египатски музеј – Каиро, и
- Уметничко-историјски музеј – Беч.

Свака књига из колекције садржи текст о самом музеју, његовом значају и богатству, затим следи преглед најважнијих дела. Верна репродукција, постигнута захваљујући врхунској штампи, као и подаци о слици и уметнику, уводе у свет слика и скулптура из богатих музејских збирки. На крају сваке књиге штампан је ради лакшег сналажења  регистар уметника и дела.

## О делу
Предговор аутора Фернанда Мацоке доноси податке о Лувру, величанственом музеју који је отворен пре више векова и који се непрекидно допуњавао, обогаћивао, од Франсоа I до Наполеона али и даље, до Митерана и легендарне Кур Каре, до авантуристичке пирамиде Пеи. Прича о музеју као вечитој пустоловини који је увек представљао индетификацију уметничког наслеђа и сазнања у његовој великој вредности, са судбином саме Француске. Одељак Париз. Лувр доноси историјске податке о настанку и формирању музеја, а Дела списак нај вреднијих и нај значајнијих дела музеја Лувр.

### Дела
Књига садржи преглед најважнијих дела музеја Лувр:
- Чимабуе - Богородица на престолу, 1280.
- Ђото - Стигматизација Св. Фрање. око 1300.
- Жан Малуел - Велика кружна пијета, око 1400.
- Анри Белшоз - Последње причешће и мучење Светог Денија, 1416.
- Рогир ван дер Вајден - Благовести, 1432-1435.
- Јан ван Ајк - Богородица канцелара Ролина, око 1434.
- Ангеран из Шаратона - Пијета из Вилнева-лез-Авињона, око 1455.
- Жан Фуке - Шарл VII Француски, око 1450.
- Мајстор из Дре Будеа - Распеће из Париског парламента, око 1452.
- Паоло Учело - Битка код Сан Ромена. око 1455.
- Антонело де Месина - Христ на стубу, 1475-1479.
- Леонардо да Винчи - Богородица у пећини, 1483-1486.
- Доменико Гирландајо - Страц с унуком, око 1488.
- Хијеронимус Бош - Брод будала, 1490-1500.
- Пјетро Перуђино - Аполон и Марсија, 1495.
- Албрехт Дирер - Аутопортрет, 1493.
- Андреа Мантеља - Парнас, 1495-1497.
- Андреа Мантеља - Богородица победница, око 1496.
- Андреа Мантеља - Тријумф чедности, око 1502.
- Леонардо да Винчи - Мона Лиза (Ђоконда), 1503-1506.
- Рафаел - Лепа вртларица (Богородица са Христом и Светим Јованом Крститељем), 1507.
- Тицијан - Концерт у пољу, око 1510.
- Кентен Метсис - Мењач и његова жена, 1514.
- Леонардо да Винчи - Богородица и Света Ана, 1513-1515.
- Рафаел - Портрет Балтазара Кастиљонеа, 1515-1516.
- Тицијан - Христ са трновим венцем, око 1542.
- Ламбер Сустрис - Венаера, Купидон и Марс, 1548-1550.
- Паоло Веронезе - Свадба у Кани, 1562-1564.
- Ел Греко (Доменико Теотокопулос) - Свети Луј Француски са пажем, 1586-1596.
- Школа из Фонтенбола - Лепа Габријела и маршалка Де Балањи, крај ХVI века
- Каравађо - Гатара, 1594-1599.
- Каравађо - Смрт Богородице, 1605-1606.
- Гвидо Рени - Отмица Дејанире, 1620-1621.
- Петер Паул Рубенс - Долазак Марије у Марсељ, 1622-1625.
- Валентин Билоњски - Хироманта, 1625.
- Франс Халс - Циганка, 1625-1630.
- Франциско де Зурбаран - Сахрана Светог Бонавентуре, 1625.
- Никола Пусен - Песничко надахнуће, 1630.
- Жорж де Ла Тур - Варалица, 1635.
- Антон ван Дајк - Чарлс I Енглески у лову, 1635-1638.
- Клод Лорен - Лука на заласку Сунца, 1639.
- Филип де Шампењ - Портрет кардинала Ришељеа, 1640.
- Жорж де Ла Тур - Марија Магдалена поред уљане лампе, 1640-1645.
- Жорж де Ла Тур - Ирена негује Светог себастијана, око 1649.
- Луј Ле Нен - Сељачка породица у ентеријеру, 1642.
- Никола Пусен - Пејзаж са Орфејом и Еуридиком, 1649-1651.
- Никола Пусен - Аутопортрет, 1650.
- Рембрант - Ветсавеја се купа, 1654.
- Јан Вермер - Везиља, око 1665.
- Ијасент Риго - Портрет Луја ХIV, 1701.
- Жан Антоан Вато - Пајац (Пјеро), око 1718-1719.
- Жан-Батист-Симеон Шарден - Повратак с пијаце, 1739.
- Франсоа Буше - Дијана после купања, 1742.
- Жан Оноре Фрагонар - Час музике, 1784.
- Жак-Луј Давид - Заклетва Хорација, 1784.
- Франциско де Гоја и Лусиентес - Доња Рита Баренчеа, 1793.
- Жак-Луј Давид - Портрет мадам Рекамије, 1800.
- Ан-Луј Жироде де Руси-Триозон - Сахрана Атале, 1808.
- Теодор Жерико - Медузин сплав, 1819.
- Ежен Делакроа - Слобода предводи народ, 1830.
- Жан-Батист Камиј Коро - Катедрала у Шартру, 1830, довршена 1872.
- Ежен Делакроа - Алжирске жене, 1834.
- Жан Огист Доминик Енгр - Турско купатило, 1859-1863.
- Скулптуре и уметнички предмети
  - Нарамсинова стерла, друга половина III миленијума пре н.е.
  - Стрелци персијске гарде, 510. п. н. е.
  - Панатенејска поворка, 445-438. п. н. е.
  - Ника са Самотраке, 190. п. н. е.
  - Милоска Венер, крај II века пре н.е.
  - Сижеријев орао, пре 1147.
  - Богородица са Дететом, 1324-1339.
- Микеланђело - Роб на умору, 1513-1515.